# Шкода 1000 MB
Шкода 1000 MB (чеш. Škoda 1000 MB) је аутомобил који је производила чехословачка фабрика аутомобила АЗНП. Производио се од 1964. до 1969. године.

## Историјат
Шкода 1000 MB представљена је тржишту 1964. године заменивши Шкоду октавију из 1959. године. То је био први Шкодин аутомобил са мотором у задњем делу аутомобила и погоном на задњим точковима. Имао је моторе од 1000 и 1100 кубика. Модел 1100 је користио мотор од 1100 кубика, а по свему је био идентичан са моделом 1000. 1100 MB се почео производити две године након модела 1000 MB. Циљ овог аутомобила је био да од свог претходника буде лакши и да мање троши.
Модел 1000 MB је био прекретница у дугој историји Шкоде. То је био један од најбољих возила у класи и поставио нове стандарде у погледу комфора, перформанси и технологије. Међутим, иако је имао радикално нови дизајн, најнапреднији мотор у својој класи у то време, аутомобил је имао и своја ограничења, нарочито у погледу корозије. Такође су пријављени чести проблеми са хлађењем, односно са прегревањем мотора. У развоју мотора, Шкода је први европски произвођач аутомобила која је користила алуминијум у ливењу блокова мотора. Мењачи су се такође производили користећи ову технологију.
Шкода 1000 MB је један од најпопуларнијих класика данашњице. У Чешкој је 2014. године регистровано око 16.000 модела 1000 MB. МБ је скраћеница за Млада Болеслав, седишта Шкоде, односно град у коме се производио модел 1000 MB. У жаргону, у бившој Југославији, скраћеница је значила хиљаду малих брига. Након пет година производње замењен је моделом 100, односно купе верзијом 110 Р.

## Мотори
| Модел            | Запремина | Снага         | Година    | Произведено | Каросерија          |
| ---------------- | --------- | ------------- | --------- | ----------- | ------------------- |
| 1000 MB          | 988 cm³   | 27 kW / 35 КС | 1964−1969 | 349.348     | лимузина са 4 врата |
| 1000 MB de Luxe  | 988 cm³   | 29 kW / 37 КС | 1966−1969 | 65.502      | лимузина са 4 врата |
| 1000 MBG de Luxe | 988 cm³   | 35 kW / 45 КС | 1966−1968 | 3.287       | лимузина са 4 врата |
| 1000 MBX de Luxe | 988 cm³   | 35 kW / 45 КС | 1966−1968 | 1.403       | купе са 2 врата     |
| 1100 MB de Luxe  | 1107 cm³  | 35 kW / 45 КС | 1968−1969 | 22.487      | лимузина са 4 врата |
| 1100 MBX de Luxe | 1107 cm³  | 35 kW / 45 КС | 1968−1969 | 1.114       | купе са 2 врата     |